# Evangelische Kirche Barntrup

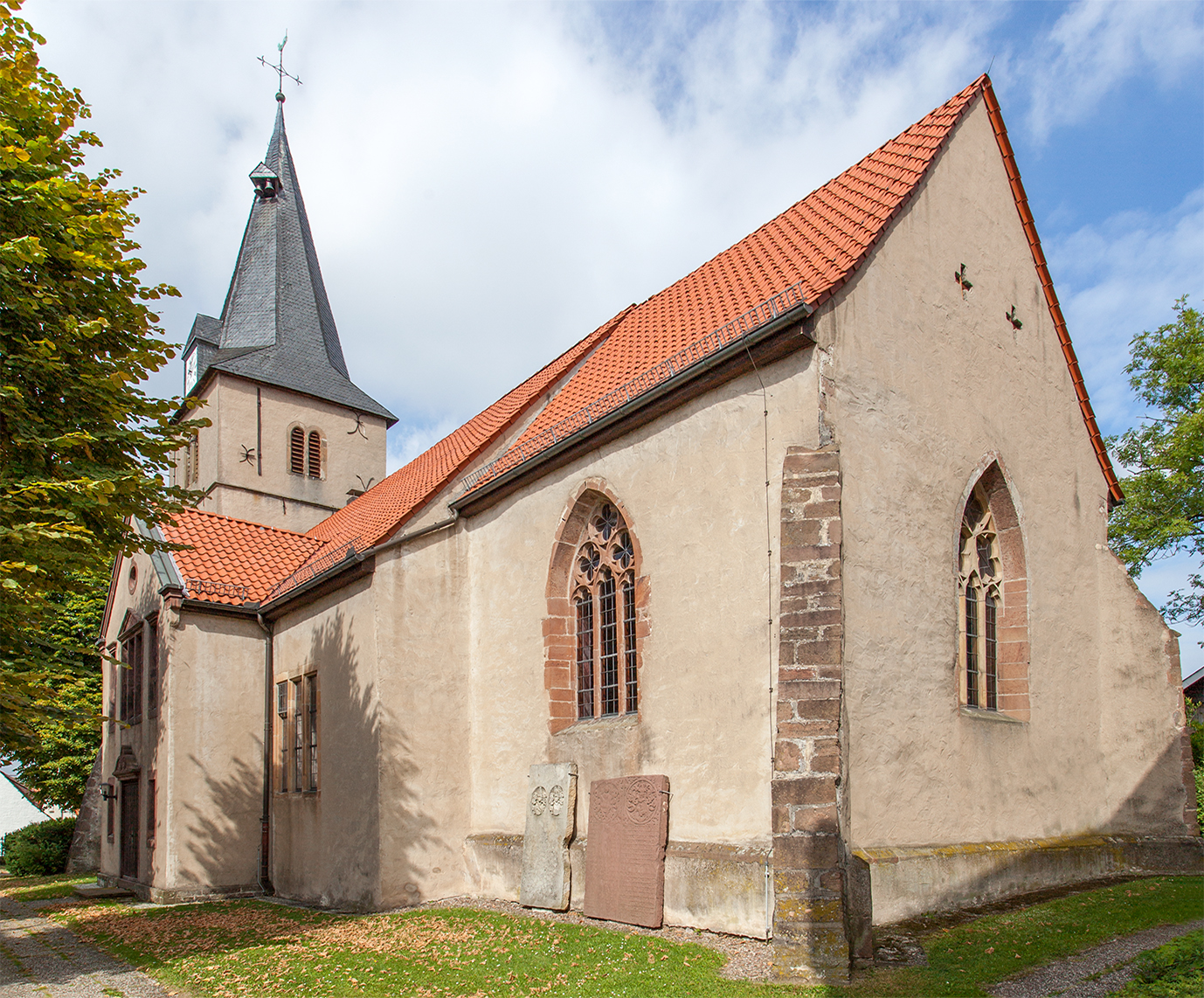
Evangelische Kirche Barntrup, Ansicht von Südosten

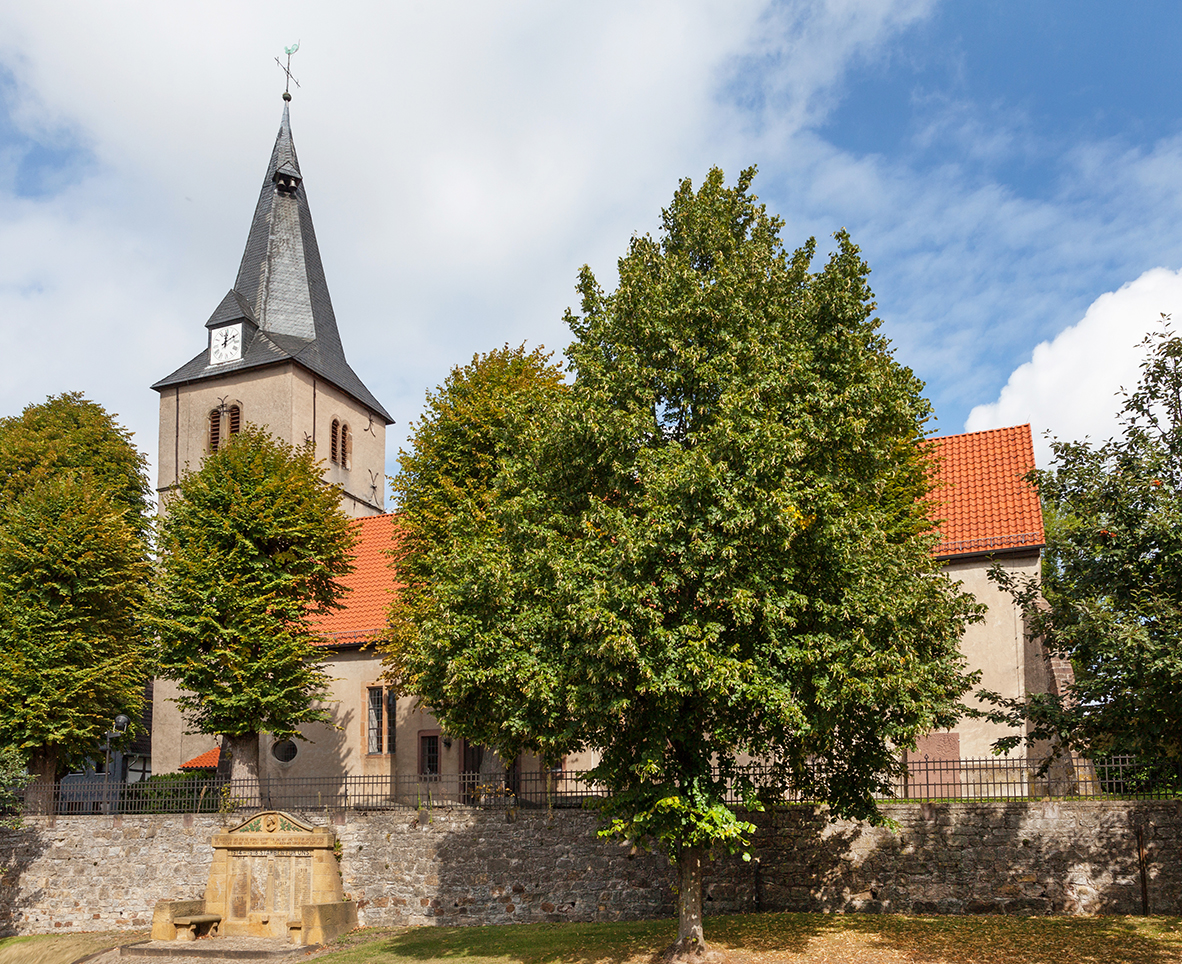
Evangelische Kirche Barntrup

Die Evangelische Kirche ist ein denkmalgeschütztes Kirchengebäude in Barntrup, einer Stadt im nordrhein-westfälischen Kreis Lippe in Deutschland.

## Geschichte
Die evangelisch-reformierte Pfarrkirche wurde 1317 angeblich als „Unsere Liebe Frau“ gegründet. Der quadratisch gewölbte Chor stammt noch aus dieser Zeit; ebenso der Turm, dieser wurde in späterer Zeit im oberen Teil verändert. Bei einem Brand in 1636 wurden die Gewölbe des alten Saallanghauses durch den Einsturz des Turmes zerstört. Bis 1638 erfolgte der Neubau des Schiffes, in diesem Zuge wurde eine Holztonnendecke eingezogen. Der rechteckige Anbau an der Südseite stammt von 1912.

## Ausstattung
- Kanzel mit Flachschnitzereien
- Emporen mit geschnitzten und bemalten Wappen aus der zweiten Hälfte des 17. Jahrhunderts
- silberner vergoldeter Abendmahlskelch um 1500[1]